# Linea Yotsubashi

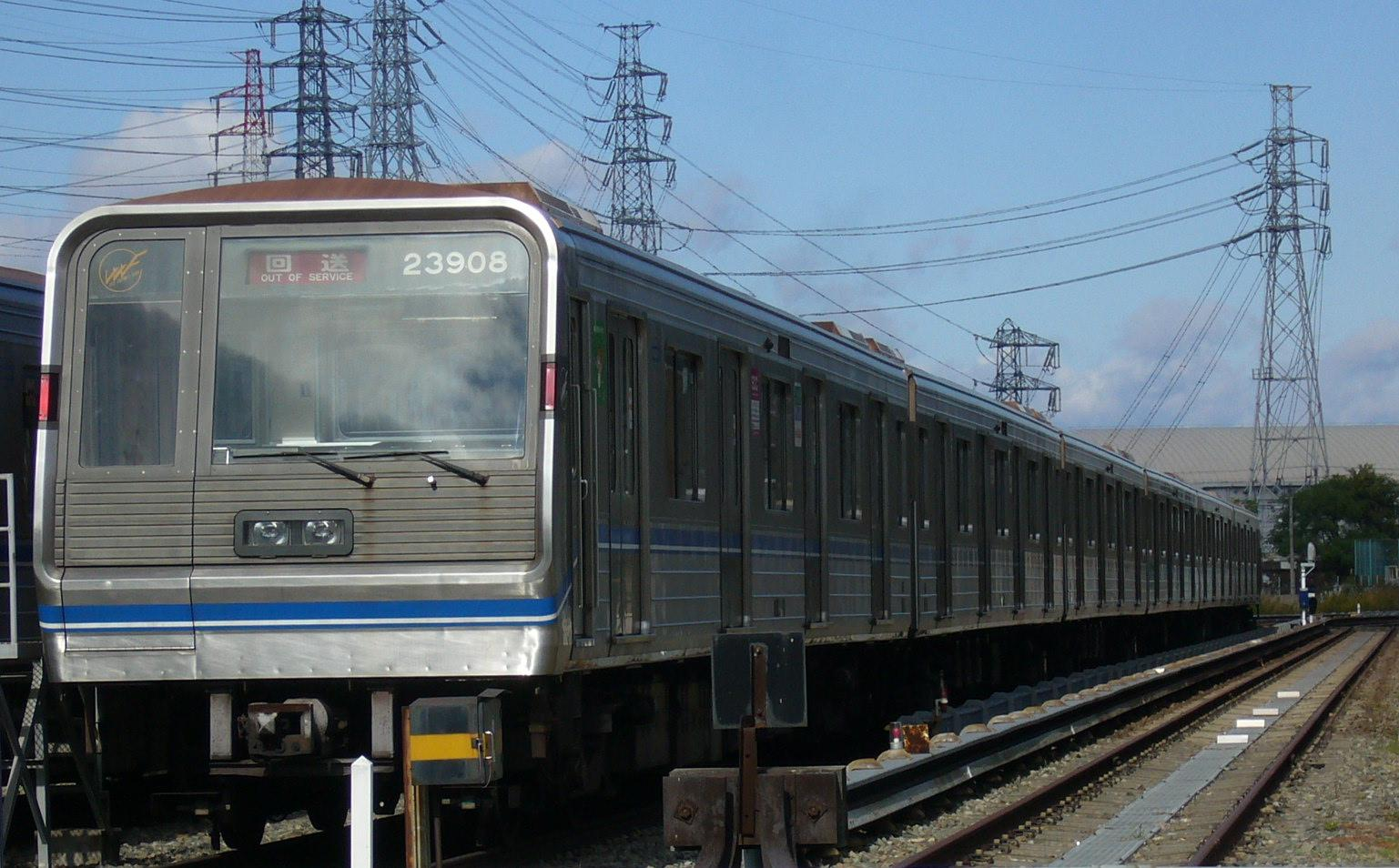
Un treno della linea Yotsubashi

La linea Yotsubashi (四ツ橋線?, Yotsubashi-sen) o linea 3, talvolta anche linea Y per via della lettera che ne identifica le stazioni, è una delle linee della metropolitana di Osaka, nella città di Osaka, in Giappone. La linea scorre da nord verso sud, parallela alla linea Midōsuji, con la quale si interscambia per buona parte del suo percorso.

## Storia
- 10 maggio 1942 - Daikokuchō - Hanazonochō (apertura)
- Lavori interrotti durante la Seconda guerra mondiale.
- 1º giugno 1956 - Hanazonochō - Kishinosato (apertura)
- 31 maggio 1958 - Kishinosato - Tamade (apertura)
- 1º ottobre 1965 - Daikokuchō - Nishi-Umeda (apertura)
- 9 novembre 1972 - Tamade - Suminoekōen (apertura)

### Futuro
Sono previste in futuro estensioni a nord verso la stazione di Shin-Ōsaka e a sud verso la città di Sakai. L'estensione a nord prevede, in modo non ancora ufficiale, le fermate di:
- Kita-Umeda
- Jūsō (interscambio con le Ferrovie Hankyū)
- Shin-Ōsaka (interscambio con la JR e la linea Midōsuji della metropolitana)

## Fermate
| Codice | Stazione    | Giapponese | Distanza intermedia | Distanza totale | Collegamenti | Posizione  |
| ------ | ----------- | ---------- | ------------------- | --------------- | --- | ---------- |
| Y11    | Nishi-Umeda | 西梅田     | -                   | 0.0             | Linea Tanimachi (stazione di Higashi-Umeda) Linea Midōsuji (stazione di Umeda) Ferrovie Hanshin: Linea principale Hanshin ■Ferrovie Hankyū: linee Kōbe, Takarazuka e Kyōto West Japan Railway Company: Linea principale Tōkaidō (linee JR Kyōto, JR Kōbe e JR Takarazuka) (presso la stazione di Ōsaka) Linea JR Tōzai (presso la stazione di Kitashinchi) | Kita-ku    |
| Y12    | Higobashi   | 肥後橋     | 1.3                 | 1.3             | ■Ferrovie Keihan: Linea principale Keihan Linea Keihan Nakanoshima (presso la stazione di Watanabebashi) | Nishi-ku   |
| Y13    | Hommachi    | 本町       | 0.9                 | 2.2             | Linea Midōsuji Linea Chūō | Chūō-ku    |
| Y14    | Yotsubashi  | 四ツ橋     | 1.0                 | 3.2             | Linea Midōsuji (presso la stazione di Shinsaibashi) Linea Nagahori Tsurumi-ryokuchi (Shinsaibashi) | Nishi-ku   |
| Y15    | Namba       | 難波       | 0.9                 | 4.1             | Linea Midōsuji Linea Sennichimae (S16) ■ Ferrovie Nankai: Linea principale Nankai e Linea Nankai Kōya Ferrovie Kintetsu: Linea Kintetsu Namba (stazione di Ōsaka Namba) Ferrovie Hanshin: Linea Hanshin Namba (stazione di Ōsaka Namba) West Japan Railway Company: Linea principale Kansai (Linea Yamatoji) alla stazione di Namba JR                     | Chūō-ku    |
| Y16    | Daikokuchō  | 大国町     | 1.2                 | 5.3             | Linea Midōsuji | Naniwa-ku  |
| Y17    | Hanazonochō | 花園町     | 1.3                 | 6.6             | | Nishijō-ku |
| Y18    | Kishinosato | 岸里       | 1.1                 | 7.7             | | Nishijō-ku |
| Y19    | Tamade      | 玉出       | 1.3                 | 9.0             | | Nishijō-ku |
| Y20    | Kitakagaya  | 北加賀屋   | 1.1                 | 10.1            | | Suminoe-ku |
| Y21    | Suminoekōen | 住之江公園 | 1.7                 | 11.8            | Linea Nankō Port Town | Suminoe-ku |